# Pogonomyrmex
Pogonomyrmex este un gen de furnici recoltătoare, care apar în principal în deșerturile din America de Nord, America Centrală și America de Sud, cu o o singură specie endemică din Haiti.

## Descriere
Numele genului provine din limba greacă și se referă la o structură asemănătoare bărbii, psamofor, sub cap (în greacă: πώγων/pōgōn, „barbă”" + μύρμηξ/murmēx, „furnică”), care poate fi întâlnită la majoritatea speciilor din subgenul sensu stricto. Psamoforul este folosit pentru strângerea semințelor mici, ajutând la creșterea eficienței transportului nisipului fin și a pietricelelor în timpul construcției cuibului sau pentru a transporta ouă. Cu toate acestea, această structură lipsește la speciile din subgenul Ephebomyrmex (greacă:  ἔφηβος/ephēbos, „flăcău fără barbă”), iar aceste specii au în general indivizi și colonii mai mici.

## Specii
Începând cu 2014, există 69 de specii existente și 1 specie fosilă în gen.
- Pogonomyrmex abdominalis Santschi, 1929
- Pogonomyrmex andinus Kusnezov, 1951
- Pogonomyrmex anergismus Cole, 1954
- Pogonomyrmex angustus Mayr, 1870
- Pogonomyrmex anzensis Cole, 1968
- Pogonomyrmex apache Wheeler, 1902
- Pogonomyrmex atratus Santschi, 1922
- Pogonomyrmex badius (Latreille, 1802)
- Pogonomyrmex barbatus (Smith, 1858)
- Pogonomyrmex bicolor Cole, 1968
- Pogonomyrmex bigbendensis Francke & Merickel, 1982
- Pogonomyrmex bispinosus (Spinola, 1851)
- Pogonomyrmex brevibarbis Emery, 1906
- Pogonomyrmex brevispinosus Cole, 1968
- Pogonomyrmex bruchi Forel, 1913
- Pogonomyrmex californicus (Buckley, 1866)
- Pogonomyrmex carbonarius Mayr, 1868
- Pogonomyrmex catanlilensis Gallardo, 1931
- Pogonomyrmex coarctatus Mayr, 1868
- Pogonomyrmex colei Snelling, 1982
- Pogonomyrmex comanche Wheeler, 1902
- Pogonomyrmex cunicularius Mayr, 1887
- Pogonomyrmex desertorum Wheeler, 1902
- †Pogonomyrmex fossilis Carpenter, 1930
- Pogonomyrmex guatemaltecus Wheeler, 1914
- Pogonomyrmex hoelldobleri Johnson, Overson & Moreau, 2013[3]
- Pogonomyrmex huachucanus Wheeler, 1914
- Pogonomyrmex humerotumidus Vásquez-Bolaños & Mackay, 2004
- Pogonomyrmex imberbiculus Wheeler, 1902
- Pogonomyrmex inermis Forel, 1914
- Pogonomyrmex kusnezovi Cuezzo & Claver, 2009[4]
- Pogonomyrmex laevigatus Santschi, 1921
- Pogonomyrmex laevinodis Snelling, 1982
- Pogonomyrmex laticeps Santschi, 1922
- Pogonomyrmex lobatus Santschi, 1921
- Pogonomyrmex longibarbis Gallardo, 1931
- Pogonomyrmex magnacanthus Cole, 1968
- Pogonomyrmex marcusi Kusnezov, 1951
- Pogonomyrmex maricopa Wheeler, 1914
- Pogonomyrmex mayri Forel, 1899
- Pogonomyrmex mendozanus Cuezzo & Claver, 2009[4]
- Pogonomyrmex meridionalis Kusnezov, 1951
- Pogonomyrmex micans Forel, 1914
- Pogonomyrmex mohavensis Johnson & Overson, 2009[5]
- Pogonomyrmex montanus MacKay, 1980
- Pogonomyrmex naegelii Emery, 1878
- Pogonomyrmex occidentalis (Cresson, 1865)
- Pogonomyrmex odoratus Kusnezov, 1949
- Pogonomyrmex pima Wheeler, 1909
- Pogonomyrmex pronotalis Santschi, 1922
- Pogonomyrmex rastratus Mayr, 1868
- Pogonomyrmex rugosus Emery, 1895
- Pogonomyrmex salinus Olsen, 1934
- Pogonomyrmex saucius Wheeler & Mann, 1914
- Pogonomyrmex schmitti Forel, 1901
- Pogonomyrmex snellingi Taber, 1998
- Pogonomyrmex stefani Lattke, 2006[6]
- Pogonomyrmex striatinodus Fernández & Palacio, 1998
- Pogonomyrmex subdentatus Mayr, 1870
- Pogonomyrmex subnitidus Emery, 1895
- Pogonomyrmex sylvestris Lattke, 1991
- Pogonomyrmex tenuipubens Santschi, 1936
- Pogonomyrmex tenuispinus Forel, 1914
- Pogonomyrmex texanus Francke & Merickel, 1982
- Pogonomyrmex theresiae Forel, 1899
- Pogonomyrmex uruguayensis Mayr, 1887
- Pogonomyrmex variabilis Santschi, 1916
- Pogonomyrmex vermiculatus Emery, 1906
- Pogonomyrmex wheeleri Olsen, 1934

## Galerie

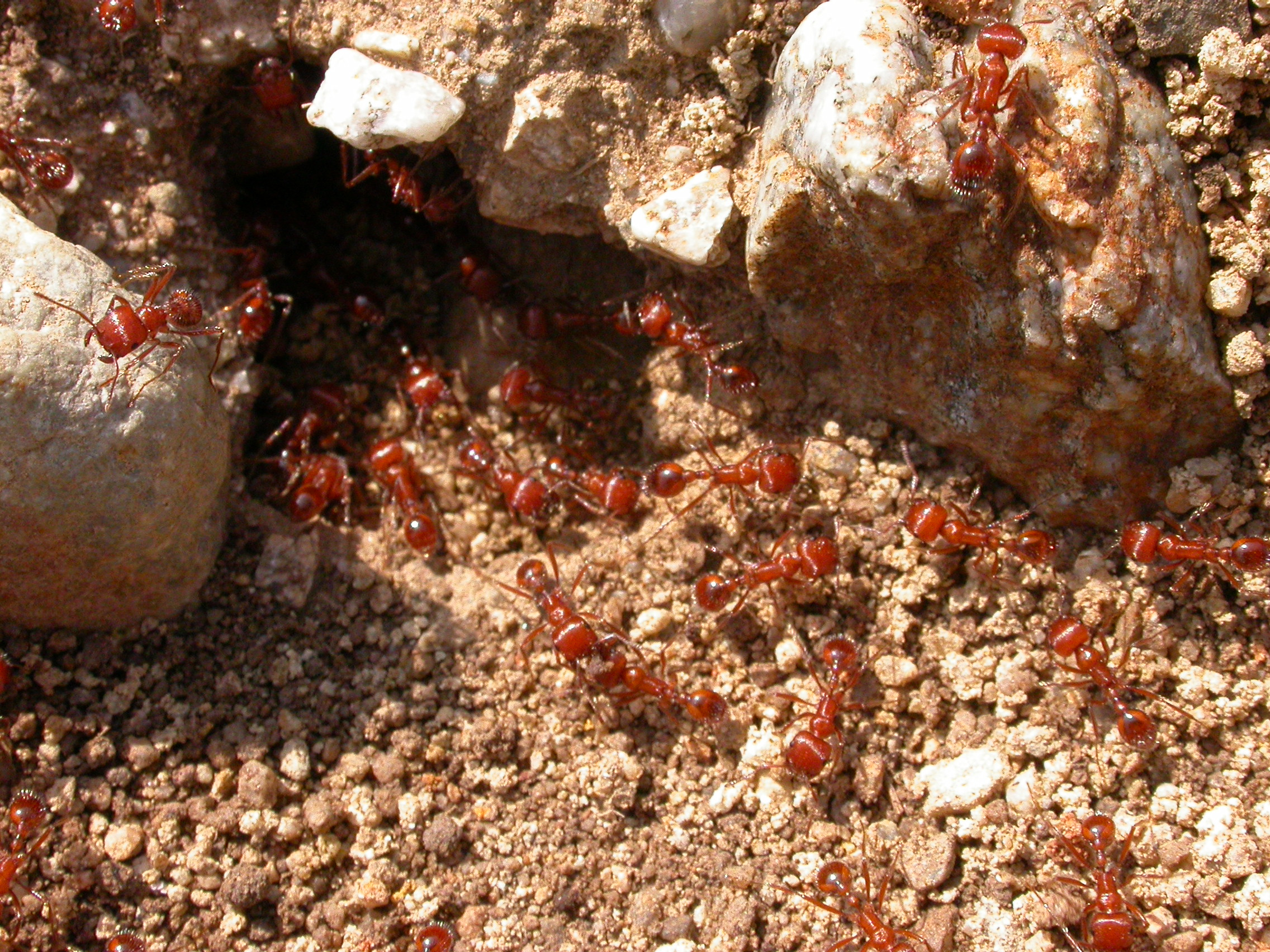
P. californicus
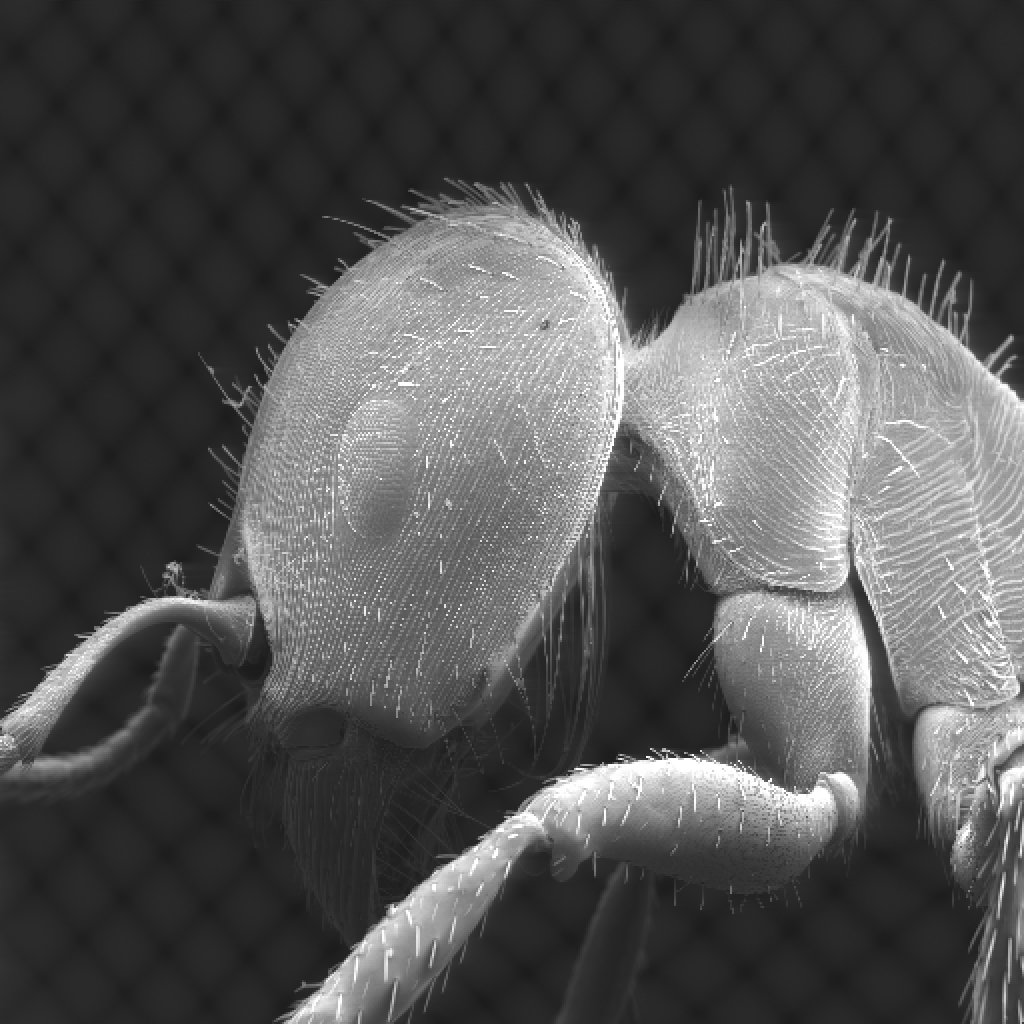
P. barbatus cu psamofor vizibil
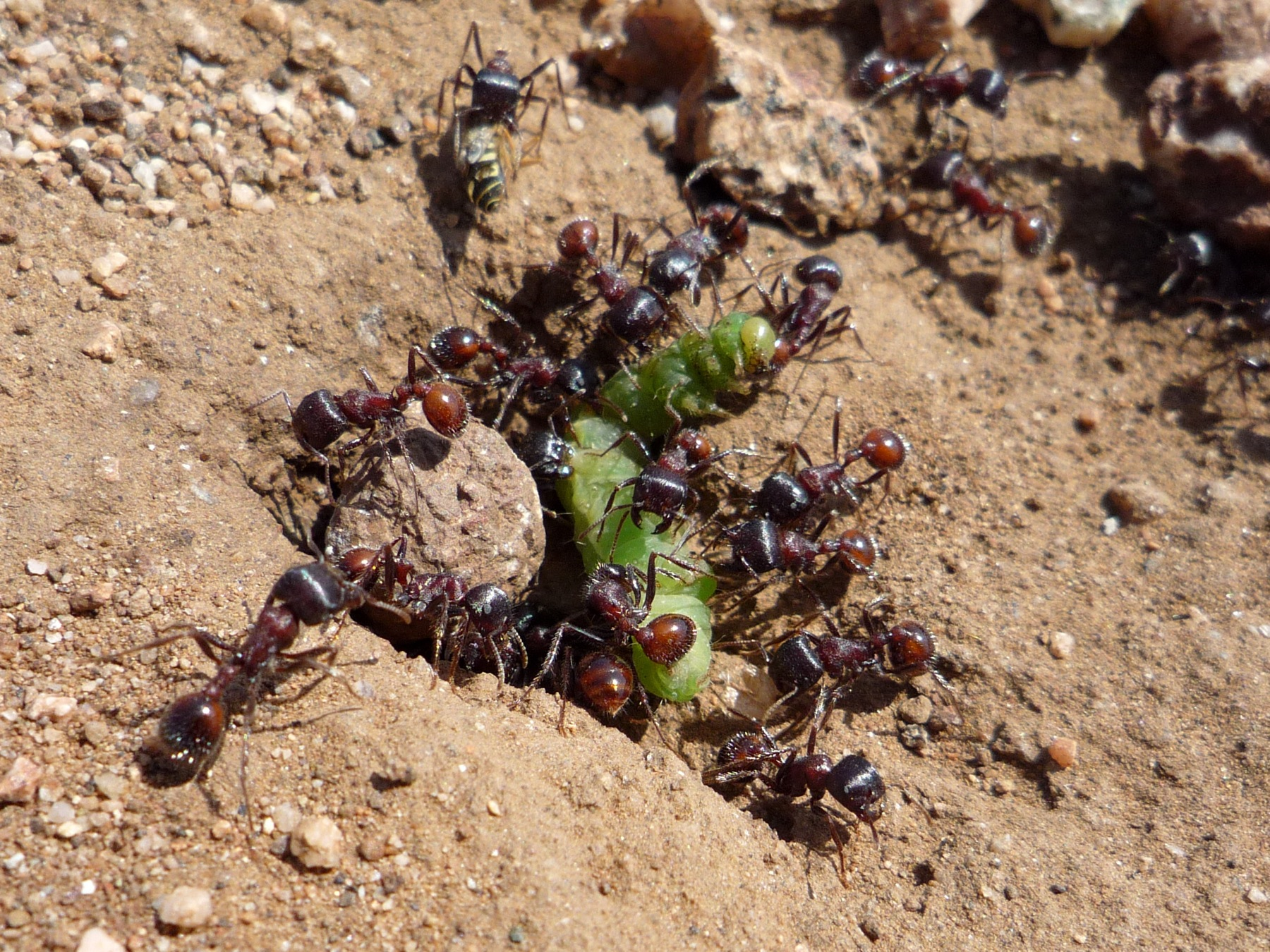
Pogonomyrmex colectând produse alimentare
Larve de P. barbatus